# Gijs de Lange

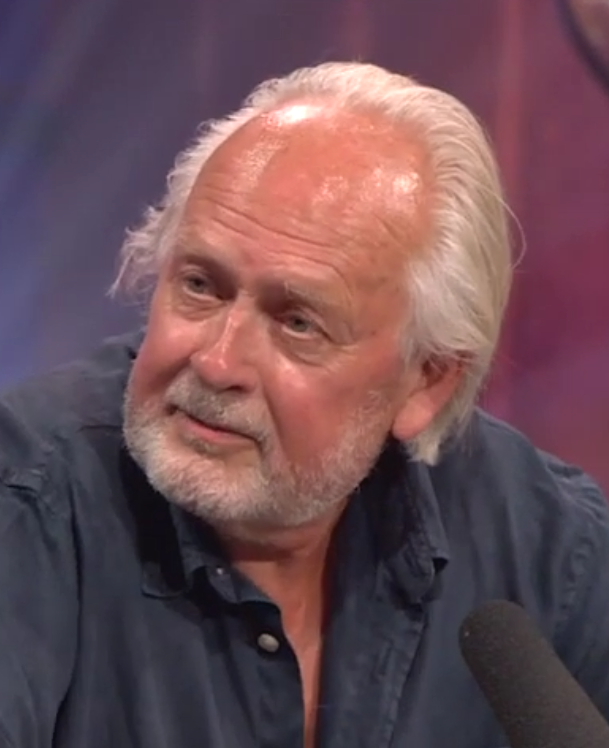
Gijs de Lange

Gijs de Lange (Rotterdam, 3 novembre 1956 – Amsterdam, 25 maggio 2022) è stato un attore e regista teatrale olandese.

## Biografia
Dopo aver completato il liceo nel 1975, trascorse quattro anni alla Toneelschool di Maastricht. De Lange è affiliato al Toneelgroep di Amsterdam dal 1987. Dal 2001 lavora come direttore freelance presso Het Nationale Toneel, Het Toneel Speelt, De Appel e il Toneelschap Beumer & Drost. Lavora come regista per produzioni teatrali musicali di Orkater. Ha diretto diversi lavori per l'Holland Festival e per la Nationale Reisopera. De Lange lavora regolarmente anche come insegnante presso la Toneelacademie di Maastricht e Amsterdam Toneelschool & Kleinkunstacademie. Presso il pubblico televisivo De Lange è meglio conosciuto come lo chef Alberdinck Thijm nel programma informativo Het Klokhuis. In questo programma ha anche sostenuto il ruolo di direttore del Klokhuis Kantoor, la trasmissione del programma del lunedì.
Nel 2007 De Lange ha prestato la sua voce allo Chef Skinner nel film Ratatouille.
Dal 18 settembre 2009 De Lange ha interpretato il ruolo di Floris Callewaert nella serie drammatica Gooische Vrouwen. Ha interpretato in questa serie l'uomo di Carla Callewaert, interpretato da Liz Snoijink. Nel 2010 ha interpretato un ruolo di ospite in Bloedverwanten (AVRO) come medico ed è stato visto come Kees nel film The Happy Housewife. Poi nel 2011 è stato visto in Van God Los come il consigliere comunale Rekum. Nel 2016 ha interpretato un ruolo da ospite nella serie giovanile De Ludwigs nei panni di Bruining. Nello stesso anno De Lange ha avuto un ruolo nella serie Vlucht HS13. Nello stesso anno ha recitato nella serie televisiva La Famiglia come il poliziotto Harry Schaapman.
Nel 2017 ha assunto la direzione dell'adattamento teatrale dei diari segreti di Hendrik Groen.

### Vita privata
De Lange è stato sposato dal 2009 al 2015 con il soprano canadese Barbara Hannigan.